# Пшеничный, Алексей Васильевич
Алексей Васильевич Пшеничный (10 мая 1919, Енакиево, или Григорьевка, Старобешевский район, Сталинская область, Украинская ССР — 8 декабря 1986, Ленинград, СССР) — советский футболист, защитник. Заслуженный мастер спорта (1950). Мастер спорта СССР (1946).

## Биография
С 1935 — воспитанник юношеской команды «Сталь» Рыково. Приехал в Ленинград из Донбасса в 17 лет. Работал на заводе имени Егорова, играл за местную команду. В 1940 году играл за «Красную зарю», в следующем году перешёл в «Зенит», за который выступал до 1951 года, в 1947—1948 годах был капитаном команды. Обладал высокой скоростью, игровой интуицией, вполне приличной техникой. Играл очень надежно, самоотверженно. Провёл за команду 172 официальных матча (151 — в чемпионате СССР), забил 4 гола.
В 1947 окончил школу тренеров при ГОЛИФК имени П. Ф. Лесгафта.
После окончания игровой карьеры работал тренером в заводских командах родного Енакиево. В 1962 году вывел местный «Металлург» в класс «Б» чемпионата СССР. Позже перебрался в Ленинград, где тренировал местные коллективы. В 1969 — главный тренер новгородского «Электрона».
Одна из улиц Енакиева названа его именем.

## Достижения
- Обладатель Кубка СССР: 1944.